# Apiocera orientalis
Apiocera orientalis är en tvåvingeart som beskrevs av Paramonov 1953. Apiocera orientalis ingår i släktet Apiocera och familjen Apioceridae. Inga underarter finns listade i Catalogue of Life.